# Station Eisenstadt
Eisenstadt is het station van de hoofdstad van Burgenland dat werd geopend in 1897 als onderdeel van het Hongaarse spoorwegnet. In 1921 is Burgenland bij Oostenrijk gevoegd en vervolgens kwam het station in beheer van de ÖBB.